# Court Tomb von Croaghbeg

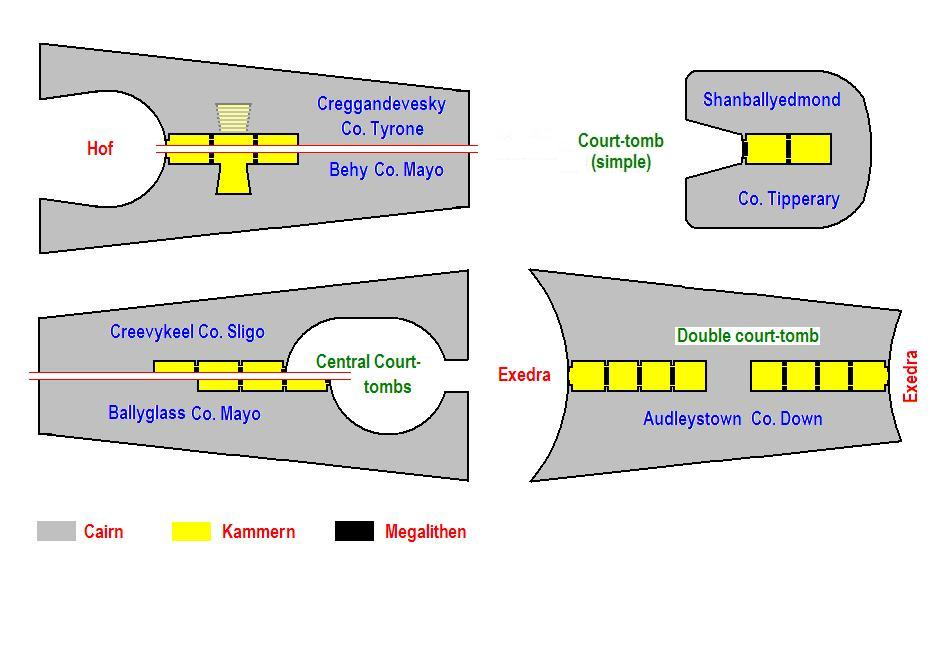
Formen von Court Tombs – Croaghbeg entspricht etwa dem Bild links unten

Das Court Tomb von Croaghbeg (auch Pontabane Carn genannt) liegt im Townland Croaghbeg (irisch An Chruach Bheag) etwa 6,0 km westlich von Killybegs im County Donegal in Irland. Croaghbeg ist ein nahezu Nord-Süd orientiertes Court Tomb, dessen stark gestörter Court (deutsch „Hof“) und die Galerie kurioserweise am nördlichen Ende liegen. Das Grab wurde zwischen 1969 und 1973 ausgegraben. Court Tombs gehören zu den megalithischen Kammergräbern (englisch chambered tombs) der Insel. Sie werden mit etwa 400 Exemplaren nahezu ausschließlich in Ulster im Norden von Irland beziehungsweise in Nordirland gefunden.

## Beschreibung
Es hat einen etwa 37,0 m langen und 14,0 m breiten Cairn mit einer Galerie aus zwei Kammern und eine Nebenkammer im Südwesten. Der Cairn wird von Trockenmauerwerk gehalten und besteht aus kopfgroßen Steinen, aber die ursprüngliche Länge ist unklar.
Die Anwesenheit der Nebenkammer ist eine Hilfe bei der Bestimmung der Maße des ursprünglichen Hofes (englisch court). Falls diese Kammer wie bei anderen Court Tombs in Donegal positioniert war, war der Hof vermutlich etwa 10,0 m lang und mindestens 8,0 m breit. Die östliche Seite der Exedra des Hofes ist in einem besseren Zustand und zehn Steine befinden sich, bis zum Zugang, in situ.
Der Zugang zur Galerie ist etwa 80 cm breit und wird von massiven Pfostensteinen flankiert, zwischen denen sich ein Schwellenstein befindet. Der massive Sturz ist 2,2 m breit und 0,9 m dick und liegt auf den Pfosten. Der Sturz ist auf allen Seiten geglättet worden, aber die Rückseite des Steins ist rau. Die Galerie ist 5,5 m lang und wird durch Segmentierpfosten in zwei Kammern geteilt. Sie sind etwa 65 cm voneinander entfernt und haben auch einen Schwellenstein an ihrer Basis. Ein etwa 2,1 m langer und 0,8 m dicker zweiter Sturz ruht auf den Segmentierpfosten, dieser Stein bildet zugleich die Oberseite der Kammer. Die vordere Kammer ist etwa quadratisch und 2,6 m lang und 2,7 m breit. Die hintere Kammer ist trapezoid und 2,7 m lang. Sie variiert in der Breite von 2,3 m bis 3,0 m. Die Seiten der Galerie werden auf jeder Seite von drei zwischen 1,2 m und 2,0 m hohen Platten gebildet. Die mittleren Seitenplatten sind an den Segmentierpfosten zentriert. Dies ist ein Aufbau, der auch in der Galerie des Court tomb von Shalwy zu sehen ist. Der Endstein der Kammer ist horizontal geteilt. Das untere Element ist 1,3 m hoch und eng mit dem 0,75 m hohen oberen verbunden. Die Seiten und die Rückseite der Galerie tragen überkragende Steine, die immer noch in situ sind und an einigen Stellen in zwei Reihen erhalten sind. Außerdem liegen mehrere große Steine auf der Oberfläche des Cairns, die wahrscheinlich verschobene Decksteine sind.
Die Nebenkammer ist 1,8 m lang und 1,6 m breit, die Seiten und die Rückseite werden von großen Platten, die bis zu 1,75 m hoch sind, gebildet. Der Zugang besteht aus zwei 0,4 m voneinander entfernt stehenden hohen Pfosten mit einem Schwellenstein dazwischen. Bei der Ausgrabung wurde festgestellt, dass der Boden der Kammer teilweise mit einem ordentlichen Steinpflaster bedeckt war.
Die Funde bestanden lediglich aus neun Feuersteinwerkzeugen, von denen einige in einem schlechten Zustand waren.
Im gleichen Tal liegen das Court Tomb von Shalwy und die Reste des Court Tomb von Bavan.